# SSV Köpenick-Oberspree
SSV Köpenick-Oberspree is een Duitse voetbalclub uit het Berlijnse stadsdeel Treptow-Köpenick.

## Geschiedenis
De club werd in 1908 opgericht als SV Markomania 08 Köpenick. In 2004 fuseerde de club met SSV Oberspree, dat in 1950 opgericht was en eerder ook onder de naam BSG Einheit Berlin Mitte speelde. In 2013 degradeerde de club uit de Landesliga en een jaar later zelfs uit de Bezirksliga. In 2019 promoveerde de club terug naar de Bezirksliga. 